# Râul Grădinii, Valea Lungă Mare
Râul Grădinii este un afluent al râului Valea Lungă Mare. 

## Hărți
- Harta județului Cluj